# Будзилович, Игнатий Мартынович
Игна́тий Марты́нович Будзило́вич псевдонимы «Котко́в» и «Ян Пихо́вич» (1841 Волынская губерния, Российская империя — 28 августа (9 сентября) 1863 Орша, Северо-Западный край, Российская империя) — активный участник Польского восстания 1863 — 1864 годов командир повстанческого отряда в Оршанском уезде Могилёвской губернии.

## Биография
Родился Игнатий Мартынович Буздилович в 1841 году в семье обедневшего шляхтича Мартына Будзиловича. В 1859 году окончил Владимирский Киевский кадетский корпус и в звании подпоручика был направлен для прохождения военной службы в Екатеринославский 1-й лейб-гренадерский полк находящийся в Москве. Именно там Игнатий Будзилович вскоре познакомился с Людвигом Звяждовским и проникся революционными идеями.
Вскоре после начала вооруженного мятежа в Царстве Польском Игнатий Будзилович 7(19) апреля 1863 года вместе с Людвигом Звяждовским дезертировал из своего подразделения и отправляются в Могилевскую губернию, для организации там вооруженной борьбы. Позже, уже на следствии Будзилович говорил, что хотел уехать в само Царство Польское и примкнуть к какому-нибудь повстанческому отряду там, но Звеждовский уговорил его, остаться в Оршанском уезде.
Здесь под псевдонимом Ян Пихович Игнатий Будзилович совместно с другими командирами восстания на Могилевщине разработал план по которому мятежники должны были небольшими группами прибыть на рассвете 22 апреля (4 мая) 1863 года на сборный пункт в окрестностях местечка Лиозно. Резервным местом сбора был выбран фольварок принадлежащий помещику Антону Гурко в деревне Добрино находящиеся немного южнее.
Однако местной полиции удалось частично сорвать план восстания, и практический все, кто направлялся к Лиозно, были арестованы по дороге.

## Участие в восстании 1863 — 1864 годов
На рассвете 22 апреля (4 мая) 1863 года в фольварке Антона Гурко в деревне Добрино собралось около 30 человек. Выйдя на крыльцо усадьбы, Будзилович зачитал собравшимся манифест Литовского провинциального комитета и объявил о начале вооруженного мятежа. После чего отряд сразу же направился в сторону Бабиновичей. Утром 23 апреля (5 мая) мятежники без боя заняли местечко. Местный городничий подполковник Лисовский был ими избит и связанным заперт на ключ в собственном доме, однако убивать его мятежники не стали.  После чего повстанцы собрали крестьян во дворе местной православной церкви, и зачитав им манифест призвали поддержать восстание. Отряд пополнили около 20 человек, после чего мятежники направились на юг в сторону Лозино, заходя по дороге в окрестные деревни и призывая крестьян к участию в мятеже.
Утром 24 апреля (6 мая) повстанцы появились в деревне Ордеж, где крестьяне сообщили мятежникам о том, что по их следам уже идет рота регулярных войск, однако вступать в отряд отказались. В тот же вечер мятежники Будзиловича были уже в деревне Перемонт где переночевали в фольварке помещика Александра Пиоро, сочувствующего восставшим. Утром 25 апреля (7 мая) 1863 года Игнатию Будзиловичу сообщили что в районе Лиозно сосредоточены значительные силы регулярных войск, в результате чего, от занятия местечка пришлось отказаться. Вместо этого мятежники Будзиловича сворачивают в деревню Ацковая, где отряд пополнился еще 10 бойцами и остановился на ночлег.
Утром 26 апреля (8 мая) 1863 года отряд Игнатия Будзиловича выступил в сторону деревни Погостище, где мятежники планировали остановиться на отдых. Уже вечером остановившихся в фольварке повстанцев окружила рота регулярных войск в количестве 90 солдат под командованием подполковника Савицкого. В результате неравного боя длившегося несколько часов из отряд Будзиловича перестал существовать. Из около 40 повстанцев 6 были убиты, еще 24 включая Игнатия Будзиловича попали в плен, из них трое ранеными. Небольшой части мятежников удалось переплыть болотистую реку и вырваться из окружения, при этом по меньшей мере несколько из бросившихся в панике в реку утонули. Потери регулярных войск составили всего 2 убитых и 1 раненый.
Игнатий Будзилович вместе со всеми пленными уже 27 апреля (9 мая) был доставлен в Оршу. 20 августа (1 сентября) 1863 года Игнатий Будилович был приговорен военно-полевым судом к расстрелу «за дезертирство создание повстанческого отряда и насильственную вербовку в него людей». На рассвете 28 августа (9 сентября) 1863 Будзилович был расстрелян во дворе Оршанской городской тюрьмы.